# Plas Teg
Plas Teg je jakobínský dům ve Walesu. Nachází se v blízkosti obce Pontblyddyn ve hrabství Flintshire, mezi městy Wrexham a Mold. Je na seznamu chráněných památek prvního stupně, do kterého jsou zařazeny stavby výjimečného zájmu. Je považován za jednu z nejlepších ukázek jakobínské architektury ve Walesu.

## Historie
Dům postavil prominentní dvořan krále Jakuba I., sir John Trevor I. kolem roku 1610, který zemřel v roce 1629 a jeho žena v roce 1643. Poté zůstal dům prázdný až do začátku anglické občanské války (1641–1652). Dům byl dvakrát vyrabován tzv. „kulatohlavci“ (Roundheads), příznivci parlamentaristů, ale nadále byl předáván mezi potomky Johna Trevora až do 20. století. Během druhé světové války byl dům zrekvírován válečným úřadem, aby sloužil jako dočasná ubytovna pro vojáky. V roce 1945 byl dům prodán aukční společnosti, která dům využívala jako skladiště. Na začátku 50. let 20. století byl dům zanedbaný v pokročilém rozkladu a hrozila mu demolice. Po protestu veřejnosti byl zařazen na seznam památek nejvyšší ochrany - I stupně a tím i zachráněn před zánikem. Dům koupil a částečně pomocí fondu Historic Buildings Council opravil Patrik Trevor-Roper, potomek Johna Trevora. V následujícím období dům pronajímal až do roku 1977, kdy dům koupil William Llewelyn a jeho žena. Pár využíval pouze části přízemí a ze zbytku domu se stala částečná ruina.

## Současné vlastnictví
Situace se změnila v roce 1986, kdy dům koupila Cornelie Bayley (současná majitelka) za 75 000 liber. Na domu provedla sérii oprav financovaných Cadw, velšskou vládní správou pro ochranu historických památek. Po deseti měsících od koupi byl dům otevřen veřejnosti. 
O hrabství Flitshire se povídá, že je to země duchů a strašidel. Jedním takovým případem je šedá paní, popisovaná jako nejoblíbenější nadpřirozená entita v severovýchodním Walesu. Údajně byla viděna stará žena pohybující se přes silnici poblíž cesty vedoucí k Plas Tegu.

## Média
Plas Teg je údajně jedním z nejstrašidelnějších domů ve Walesu. Dům byl zmíněn v pořadu Extreme Ghost Stories and Living's Most Haunted televize ITV. 
Podruhé se stal součástí pořadu Halloween Most Haunted Live! v roce 2007. Také se objevil v reality show Ghosthunting With... Girls Aloud v roce 2006. 
Dne 4. března 2010 byl představený na kanále Channel 4 v televizní sérii Záchrana venkovských sídel, uváděný hoteliérkou Ruth Watson.  V roce 2015 se objevil na témže kanále v sérii Obsedantně kompulzivní uklízeči a v roce 2019 na kanále BBC, v sérii Hidden Wales with Will Millard.

## Galerie

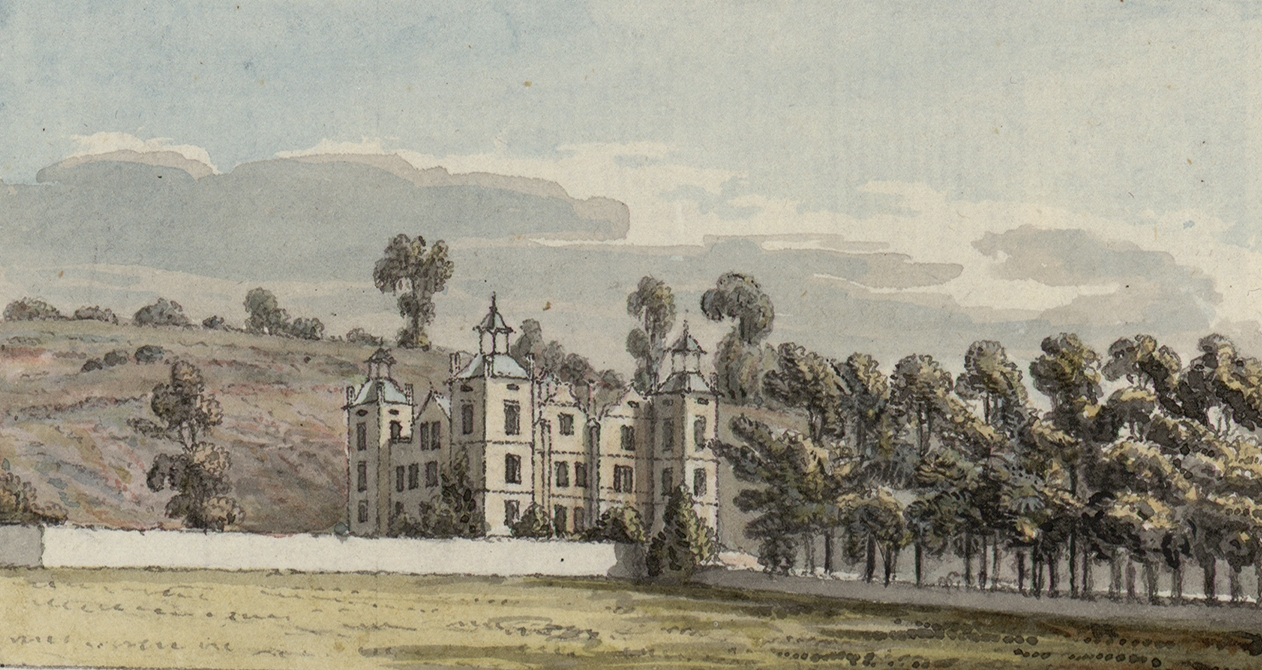
Plas Teg kolem roku 1778 na kresbě Thomase Pennanta
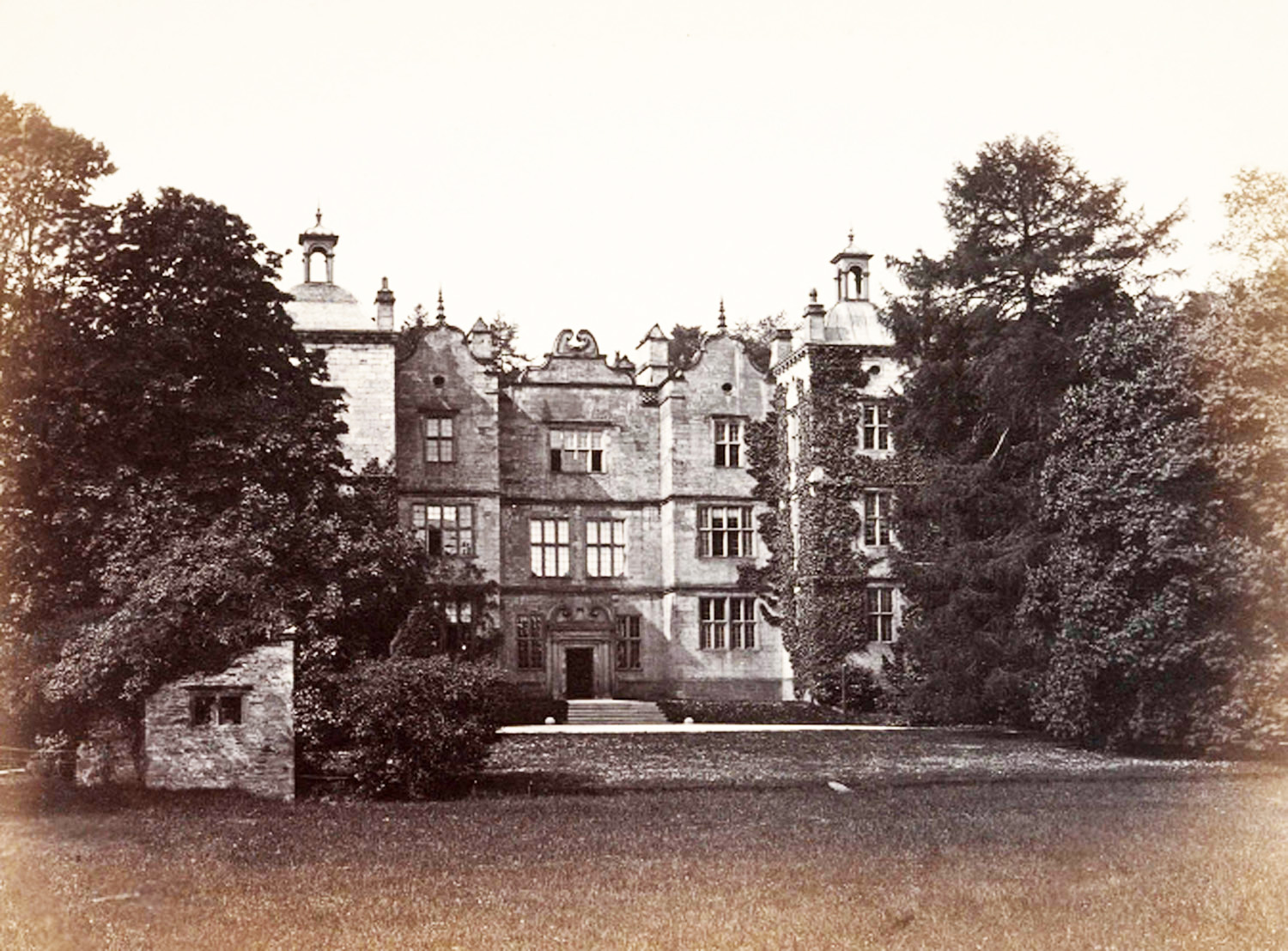
Plas Teg kolem roku 1860
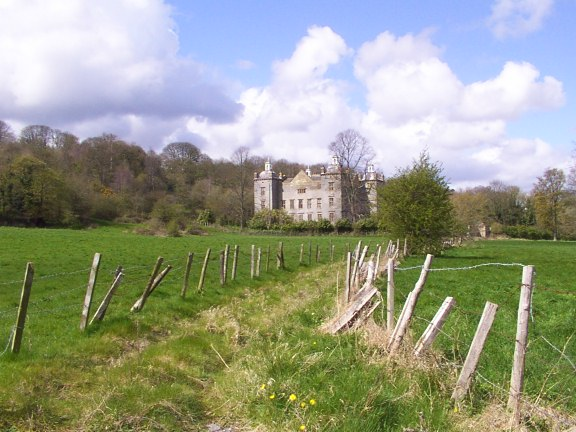
Plas Teg (2005)